# Список призёров зимних Олимпийских игр 2014
Ниже представлен список всех призёров зимних Олимпийских игр 2014 года, проходивших в Сочи с 7 по 23 февраля 2014 года. В соревнованиях приняли участие 2873 спортсменов, представлявших 88 НОК, которые разыграли 98 комплектов медалей в 15 дисциплинах 7 видов спорта.

## Биатлон

#### Мужчины
| Дисциплина                   | Золото                             | Серебро                                                           | Бронза                                                                        |
| Спринт, 10 км                | Уле-Эйнар Бьёрндален (NOR)         | Доминик Ландертингер (AUT)                                        | Ярослав Соукуп (CZE)                                                          |
| Гонка преследования, 12,5 км | Мартен Фуркад (FRA)                | Ондржей Моравец (CZE)                                             | Жан-Гийом Беатрикс (FRA)                                                      |
| Индивидуальная гонка, 20 км  | Мартен Фуркад (FRA)                | Эрик Лессер (GER)                                                 | Евгений Гараничев (RUS)                                                       |
| Масс-старт, 15 км            | Эмиль Хегле Свендсен (NOR)         | Мартен Фуркад (FRA)                                               | Ондржей Моравец (CZE)                                                         |
| Эстафета, 4×7,5 км           | ожидается перераспределение наград | Германия · Эрик Лессер · Даниель Бём · Арнд Пайффер · Симон Шемпп | Австрия · Кристоф Зуман · Даниэль Мезотич · Симон Эдер · Доминик Ландертингер |

#### Женщины
| Дисциплина                  | Золото                                                                         | Серебро                                                                    | Бронза                                                                           |
| Спринт, 7,5 км              | Анастасия Кузьмина (SVK)                                                       | Ольга Вилухина (RUS)                                                       | Вита Семеренко (UKR)                                                             |
| Гонка преследования, 10 км  | Дарья Домрачева (BLR)                                                          | Тура Бергер (NOR)                                                          | Тея Грегорин (SLO)                                                               |
| Индивидуальная гонка, 15 км | Дарья Домрачева (BLR)                                                          | Селина Гаспарин (SUI)                                                      | Надежда Скардино (BLR)                                                           |
| Масс-старт, 12,5 км         | Дарья Домрачева (BLR)                                                          | Габриэла Соукалова (CZE)                                                   | Тириль Экхофф (NOR)                                                              |
| Эстафета, 4×6 км            | Украина · Вита Семеренко · Юлия Джима · Валентина Семеренко · Елена Пидгрушная | Норвегия · Фанни Хурн · Тириль Экхофф · Анн Кристин Флатланн · Тура Бергер | Чехия · Ева Пускарчикова · Габриэла Соукалова · Йитка Ландова · Вероника Виткова |

#### Смешанная эстафета
| Дисциплина                         | Золото                                                                               | Серебро                                                                          | Бронза                                                                  |
| Смешанная эстафета, 2×6 + 2×7,5 км | Норвегия · Тура Бергер · Тириль Экхофф · Уле-Эйнар Бьёрндален · Эмиль Хегле Свендсен | Чехия · Вероника Виткова · Габриэла Соукалова · Ярослав Соукуп · Ондржей Моравец | Италия · Доротея Вирер · Карин Оберхофер · Доминик Виндиш · Лукас Хофер |

## Бобслей

#### Мужчины
| Дисциплина | Золото                                                                       | Серебро                                                               | Бронза                                                                           |
| Двойки     | Швейцария · Беат Хефти · Алекс Бауман                                        | США · Стивен Холкомб · Стивен Лэнгтон                                 | Латвия · Оскар Мелбардис · Даумант Дрейшкенс                                     |
| Четвёрки   | Латвия · Оскар Мелбардис · Даумант Дрейшкенс · Арвис Вилкасте · Янис Стренга | США · Стивен Холокомб · Стивен Лэнгтон · Кёртис Томасевич · Крис Фогт | Великобритания · Джон Джеймс Джексон · Стюарт Бенсон · Брюс Таскер · Джоэл Фирон |

#### Женщины
| Дисциплина | Золото                              | Серебро                            | Бронза                            |
| Двойки     | Канада · Кейли Хамфрис · Хезер Мойс | США · Элана Майерс · Лорин Уильямс | США · Джейми Грубель · Аджа Эванс |

## Горнолыжный спорт

#### Мужчины
| Дисциплина        | Золото               | Серебро                  | Бронза                     |
| Скоростной спуск  | Маттиас Майер (AUT)  | Кристоф Иннерхофер (ITA) | Хьетиль Янсруд (NOR)       |
| Слалом            | Марио Матт (AUT)     | Марсель Хиршер (AUT)     | Хенрик Кристофферсен (NOR) |
| Гигантский слалом | Тед Лигети (USA)     | Стив Миссилье (FRA)      | Алексис Пентюро (FRA)      |
| Супергигант       | Хьетиль Янсруд (NOR) | Эндрю Уайбрехт (USA)     | Ян Худек (CAN)             |
| Супергигант       | Хьетиль Янсруд (NOR) | Эндрю Уайбрехт (USA)     | Боде Миллер (USA)          |
| Суперкомбинация   | Сандро Вилетта (SUI) | Ивица Костелич (CRO)     | Кристоф Иннерхофер (ITA)   |

#### Женщины
| Дисциплина        | Золото                | Серебро               | Бронза                    |
| Скоростной спуск  | Тина Мазе (SLO)       | Не вручалось          | Лара Гут (SUI)            |
| Скоростной спуск  | Доминика Гизин (SUI)  | Не вручалось          | Лара Гут (SUI)            |
| Слалом            | Микаэла Шиффрин (USA) | Марлис Шильд (AUT)    | Катрин Цеттель (AUT)      |
| Гигантский слалом | Тина Мазе (SLO)       | Анна Феннингер (AUT)  | Виктория Ребенсбург (GER) |
| Супергигант       | Анна Феннингер (AUT)  | Мария Хёфль-Риш (GER) | Николь Хосп (AUT)         |
| Суперкомбинация   | Мария Хёфль-Риш (GER) | Николь Хосп (AUT)     | Джулия Манкусо (USA)      |

## Кёрлинг
| Дисциплина | Золото                                                                               | Серебро                                                                                                | Бронза                                                                                     |
| Мужчины    | Канада · Брэд Джейкобс · Райан Фрай · Эрик Харнден · Райан Харнден · Калеб Флэкси    | Великобритания · Дэвид Мёрдок · Грег Драммонд · Скотт Эндрюс · Майкл Гудфеллоу · Том Брюстер           | Швеция · Никлас Эдин · Себастьян Краупп · Фредрик Линдберг · Виктор Челль · Оскар Эрикссон |
| Женщины    | Канада · Дженнифер Джонс · Кейтлин Лоус · Джилл Оффисер · Дон Макьюэн · Кирстен Уолл | Швеция · Мария Прюц · Кристина Бертруп · Мария Веннерстрём · Маргарета Сигфридссон · Агнес Кнохенхауэр | Великобритания · Ив Мюрхед · Анна Слоун · Вики Адамс · Клэр Хэмилтон · Лорен Грэй          |

## Конькобежный спорт

#### Мужчины
| Дисциплина      | Золото                                                | Серебро                                                     | Бронза                                                       |
| 500 метров      | Мишель Мюлдер (NED)                                   | Ян Смекенс (NED)                                            | Роналд Мюлдер (NED)                                          |
| 1000 метров     | Стефан Гротхёйс (NED)                                 | Денни Моррисон (CAN)                                        | Мишель Мюлдер (NED)                                          |
| 1500 метров     | Збигнев Брудка (POL)                                  | Кун Вервей (NED)                                            | Денни Моррисон (CAN)                                         |
| 5000 метров     | Свен Крамер (NED)                                     | Ян Блокхёйсен (NED)                                         | Йоррит Бергсма (NED)                                         |
| 10 000 метров   | Йоррит Бергсма (NED)                                  | Свен Крамер (NED)                                           | Боб де Йонг (NED)                                            |
| Командная гонка | Нидерланды · Ян Блокхёйсен · Кун Вервей · Свен Крамер | Республика Корея · Ким Чхоль Мин · Ли Сын Хун · Чу Хён Джун | Польша · Збигнев Брудка · Конрад Недзведзкий · Ян Шиманьский |

#### Женщины
| Дисциплина      | Золото                                                                   | Серебро                                                                                   | Бронза                                                                     |
| 500 метров      | Ли Сан Хва (KOR)                                                         | Ольга Фаткулина (RUS)                                                                     | Маргот Бур (NED)                                                           |
| 1000 метров     | Чжан Хун (CHN)                                                           | Ирен Вюст (NED)                                                                           | Маргот Бур (NED)                                                           |
| 1500 метров     | Йорин тер Морс (NED)                                                     | Ирен Вюст (NED)                                                                           | Лотте ван Бек (NED)                                                        |
| 3000 метров     | Ирен Вюст (NED)                                                          | Мартина Сабликова (CZE)                                                                   | Ольга Граф (RUS)                                                           |
| 5000 метров     | Мартина Сабликова (CZE)                                                  | Ирен Вюст (NED)                                                                           | Карин Клейбёкер (NED)                                                      |
| Командная гонка | Нидерланды · Ирен Вюст · Маррит Ленстра · Йорин Тер Морс · Лотте ван Бек | Польша · Катажина Бахледа-Цурусь · Катажина Возняк · Луиза Злотковская · Наталия Червонка | Россия · Ольга Граф · Екатерина Лобышева · Юлия Скокова · Екатерина Шихова |

## Лыжные гонки

#### Мужчины
| Дисциплина                            | Золото                                                                      | Серебро                                                                                | Бронза                                                                          |
| 15 км — классический стиль            | Дарио Колонья (SUI)                                                         | Юхан Ульссон (SWE)                                                                     | Даниель Риккардссон (SWE)                                                       |
| 15+15 км скиатлон                     | Дарио Колонья (SUI)                                                         | Маркус Хельнер (SWE)                                                                   | Мартин Йонсруд Сундбю (NOR)                                                     |
| 50 км масс-старт — свободный стиль    | Александр Легков (RUS)                                                      | Максим Вылегжанин (RUS)                                                                | Илья Черноусов (RUS)                                                            |
| 4×10 км эстафета                      | Швеция · Ларс Нельсон · Даниель Риккардссон · Юхан Ульссон · Маркус Хельнер | Россия · Дмитрий Япаров · Александр Бессмертных · Александр Легков · Максим Вылегжанин | Франция · Жан-Марк Гайяр · Морис Манифика · Робен Дювилляр · Иван Перрийя Буатё |
| Спринт — свободный стиль              | Ола Виген Хаттестад (NOR)                                                   | Теодор Петерсон (SWE)                                                                  | Эмиль Йёнссон (SWE)                                                             |
| Командный спринт — классический стиль | Финляндия · Ийво Нисканен · Сами Яухоярви                                   | Россия · Максим Вылегжанин · Никита Крюков (RUS)                                       | Швеция · Эмиль Йёнссон · Теодор Петерсон                                        |

#### Женщины
| Дисциплина                            | Золото                                                              | Серебро                                                                                | Бронза                                                                     |
| 10 км — классический стиль            | Юстина Ковальчик (POL)                                              | Шарлотт Калла (SWE)                                                                    | Тереза Йохауг (NOR)                                                        |
| 7,5+7,5 км скиатлон                   | Марит Бьёрген (NOR)                                                 | Шарлотт Калла (SWE)                                                                    | Хейди Венг (NOR)                                                           |
| 30 км масс-старт — свободный стиль    | Марит Бьёрген (NOR)                                                 | Тереза Йохауг (NOR)                                                                    | Кристин Стёрмер Стейра (NOR)                                               |
| 4×5 км эстафета                       | Швеция · Ида Ингемарсдоттер · Эмма Викен · Анна Хог · Шарлотт Калла | Финляндия · Анне Кюллёнен · Айно-Кайса Сааринен · Кертту Нисканен · Криста Ляхтеэнмяки | Германия · Николь Фессель · Штефани Бёлер · Клаудия Нюстад · Дениз Херрман |
| Спринт — свободный стиль              | Майкен Касперсен Фалла (NOR)                                        | Игвильд Флугстад Эстберг (NOR)                                                         | Весна Фабьян (SLO)                                                         |
| Командный спринт — классический стиль | Норвегия · Ингвильд Эстберг · Марит Бьёрген                         | Финляндия · Айно-Кайса Сааринен · Кертту Нисканен                                      | Швеция · Ида Ингемарсдоттер · Стина Нильссон                               |

## Лыжное двоеборье
| Дисциплина               | Золото                                                                  | Серебро                                                                      | Бронза                                                                   |
| Нормальный трамплин/10км | Эрик Френцель (GER)                                                     | Акито Ватабэ (JPN)                                                           | Магнус Крог (NOR)                                                        |
| Большой трамплин/10км    | Йорген Гробак (NOR)                                                     | Магнус Моан (NOR)                                                            | Фабиан Риссле (GER)                                                      |
| Эстафета                 | Норвегия · Магнус Моан · Ховард Клеметсен · Магнус Крог · Йорген Гробак | Германия · Эрик Френцель · Бьёрн Кирхайзен · Йоханнес Ридцек · Фабиан Риссле | Австрия · Лукас Клапфер · Кристоф Билер · Бернхард Грубер · Марио Штехер |

## Прыжки на лыжах с трамплина

#### Мужчины
| Дисциплина             | Золото                                                                       | Серебро                                                                           | Бронза                                                             |
| Нормальный трамплин    | Камиль Стох (POL)                                                            | Петер Превц (SLO)                                                                 | Андерс Бардаль (NOR)                                               |
| Большой трамплин       | Камиль Стох (POL)                                                            | Нориаки Касай (JPN)                                                               | Петер Превц (SLO)                                                  |
| Командные соревнования | Германия · Андреас Ванк · Маринус Краус · Андреас Веллингер · Зеверин Фройнд | Австрия · Михаэль Хайбёк · Томас Моргенштерн · Томас Дитхарт · Грегор Шлиренцауэр | Япония · Рэрухи Симидзу · Таку Такэути · Дайки Ито · Нориаки Касай |

#### Женщины
| Дисциплина          | Золото            | Серебро                     | Бронза              |
| Нормальный трамплин | Карина Фогт (GER) | Даниэла Ирашко-Штольц (AUT) | Колин Маттель (FRA) |

## Санный спорт
| Дисциплина | Золото                                                                     | Серебро                                                                              | Бронза                                                             |
| Мужчины    | Феликс Лох (GER)                                                           | Альберт Демченко (RUS)                                                               | Армин Цоггелер (ITA)                                               |
| Женщины    | Натали Гайзенбергер (GER)                                                  | Татьяна Хюфнер (GER)                                                                 | Эрин Хэмлин (USA)                                                  |
| Двойки     | Германия · Тобиас Арльт · Тобиас Вендль                                    | Австрия · Андреас Лингер · Вольфганг Лингер                                          | Латвия · Андрис Шицс · Юрис Шицс                                   |
| Эстафета   | Германия · Натали Гайзенбергер · Феликс Лох · Тобиас Вендль · Тобиас Арльт | Россия · Татьяна Иванова · Альберт Демченко · Александр Денисьев · Владислав Антонов | Латвия · Элиза Тирума · Мартиньш Рубенис · Андрис Шицс · Юрис Шицс |

## Скелетон
| Дисциплина | Золото                    | Серебро                 | Бронза               |
| Мужчины    | Александр Третьяков (RUS) | Мартинс Дукурс (LAT)    | Мэттью Антуан (USA)  |
| Женщины    | Элизабет Ярнольд (GBR)    | Ноэль Пайкус-Пейс (USA) | Елена Никитина (RUS) |

## Сноуборд

#### Мужчины
| Дисциплина                     | Золото                 | Серебро                | Бронза               |
| Слоупстайл                     | Сейдж Коценбург (USA)  | Столе Сандбек (NOR)    | Марк Макморрис (CAN) |
| Хафпайп                        | Юрий Подладчиков (SUI) | Аюму Хирано (JPN)      | Таку Хираока (JPN)   |
| Сноуборд-кросс                 | Пьер Вольтье (FRA)     | Николай Олюнин (RUS)   | Алекс Дейболд (USA)  |
| Параллельный слалом            | Вик Уайлд (RUS)        | Жан Кошир (SLO)        | Бенджамин Карл (AUT) |
| Параллельный гигантский слалом | Вик Уайлд (RUS)        | Невин Гальмарини (SUI) | Жан Кошир (SLO)      |

#### Женщины
| Дисциплина                     | Золото                   | Серебро              | Бронза                |
| Слоупстайл                     | Джейми Андерсон (USA)    | Энни Рукаярви (FIN)  | Дженни Джонс (GBR)    |
| Хафпайп                        | Кейтлин Фаррингтон (USA) | Тора Брайт (AUS)     | Келли Кларк (USA)     |
| Сноуборд-кросс                 | Ева Самкова (CZE)        | Доминик Мальте (CAN) | Хлоя Треспёш (FRA)    |
| Параллельный слалом            | Юлия Дуймовиц (AUT)      | Анке Карстенс (GER)  | Амели Кобер (GER)     |
| Параллельный гигантский слалом | Патриция Куммер (SUI)    | Томока Такэути (JPN) | Алёна Заварзина (RUS) |

## Фигурное катание
| Дисциплина                | Золото | Серебро | Бронза |
| Мужское одиночное катание | Юдзуру Ханю (JPN) | Патрик Чан (CAN) | Денис Тен (KAZ) |
| Женское одиночное катание | Аделина Сотникова (RUS) | Ким Ён А (KOR) | Каролина Костнер (ITA) |
| Парное катание            | Россия · Татьяна Волосожар · Максим Траньков | Россия · Ксения Столбова · Фёдор Климов | Германия · Алёна Савченко · Робин Шолковы                                                                                      |
| Танцы на льду             | США · Мерил Дэвис · Чарли Уайт | Канада · Тесса Вертью · Скотт Моир | Россия · Елена Ильиных · Никита Кацалапов                                                                                      |
| Командные соревнования    | Россия · Юлия Липницкая · Евгений Плющенко · Ксения Столбова · Фёдор Климов · Татьяна Волосожар · Максим Траньков · Екатерина Боброва · Дмитрий Соловьёв · Елена Ильиных · Никита Кацалапов | Канада · Кэтлин Осмонд · Патрик Чан · Кевин Рейнольдс · Меган Дюамель · Эрик Рэдфорд · Кирстен Мур-Тауэрс · Дилан Москович · Тесса Вертью · Скотт Моир | США · Грейси Голд · Эшли Вагнер · Джереми Эбботт · Джейсон Браун · Марисса Кастелли · Саймон Шнапир · Мерил Дэвис · Чарли Уайт |

## Фристайл

#### Мужчины
| Дисциплина | Золото                   | Серебро                 | Бронза                   |
| Могул      | Александр Билодо (CAN)   | Микаэль Кингсбери (CAN) | Александр Смышляев (RUS) |
| Акробатика | Антон Кушнир (BLR)       | Дэвид Моррис (AUS)      | Цзя Цзунъян (CHN)        |
| Ски-кросс  | Жан-Фредерик Шапюи (FRA) | Арно Боволента (FRA)    | Жонатан Мидоль (FRA)     |
| Слоупстайл | Джосс Кристенсен (USA)   | Гас Кенуорти (USA)      | Ник Гёппер (USA)         |
| Хафпайп    | Дэвид Уайз (USA)         | Майк Риддл (CAN)        | Кевин Роллан (FRA)       |

#### Женщины
| Дисциплина | Золото                     | Серебро                  | Бронза               |
| Могул      | Жюстин Дюфур-Лапуант (CAN) | Хлоэ Дюфур-Лапуант (CAN) | Ханна Кирни (USA)    |
| Акробатика | Алла Цупер (BLR)           | Сюй Мэнтао (CHN)         | Лидия Лассила (AUS)  |
| Ски-кросс  | Мариэль Томпсон (CAN)      | Келси Серва (CAN)        | Анна Хольмлунд (SWE) |
| Слоупстайл | Дара Хауэлл (CAN)          | Девин Логан (USA)        | Ким Ламарр (CAN)     |
| Хафпайп    | Мэдди Боуман (USA)         | Мари Мартино (FRA)       | Аяна Онодзука (JPN)  |

## Хоккей
| Соревнование | Золото | Серебро | Бронза |
| Мужчины      | Канада Роберто Луонго · Данкан Кит · Дэн Хэмьюс · Ши Уэбер · Дрю Даути · Мэтт Дюшен · Патрик Шарп · Патрик Марло · Крис Кунитц · Райан Гецлаф · Джонатан Тэйвз · Джей Боумистер · Джон Таварес · Джейми Бенн · Кори Перри · Мартен Сан-Луи · Алекс Пьетранжело · Кэри Прайс · Патрис Бержерон · Майк Смит · Марк-Эдуар Власик · Рик Нэш · Пи-Кей Суббан · Джефф Картер · Сидни Кросби | Швеция Юнас Энрот · Оливер Экман-Ларссон · Никлас Яльмарссон · Хенрик Таллиндер · Даниэль Альфредссон · Патрик Берглунд · Маркус Крюгер · Якоб Сильверберг · Никлас Бекстрём · Александр Стин · Луи Эрикссон · Даниэль Седин · Александр Эдлер · Йонни Одуя · Хенрик Лундквист · Хенрик Зеттерберг · Густав Нюквист · Джимми Эрикссон · Юнас Густавссон · Джонатан Эрикссон · Никлас Крунвалль · Карл Хагелин · Эрик Карлссон · Маркус Юханссон · Габриэль Ландескуг | Финляндия Олли Мяяття · Осси Вяанянен · Лассе Кукконен · Сами Сало · Теему Селянне · Олли Йокинен · Туомо Рууту · Александр Барков · Сами Лепистё · Йори Лехтеря · Сакари Салминен · Яркко Иммонен · Петри Контиола · Лаури Корпикоски · Антти Ниеми · Кари Лехтонен · Юсси Йокинен · Юусо Хиетанен · Туукка Раск · Антти Пильстрём · Киммо Тимонен · Сами Ватанен · Юхаматти Аалтонен · Микаэль Гранлунд · Леонид Комаров |
| Женщины      | Канада Меган Агоста · Хейли Уикенхайзер · Мелоди Дауст · Брианн Дженнер · Ребекка Джонстон · Хейли Ирвин · Шарлин Лабонте · Женевьев Лакасс · Жоселин Ларок · Меган Миккелсон · Мари-Филип Пулен · Лорин Ружо · Шэннон Сабадош · Натали Спунер · Кэтрин Уорд · Тара Уотхорн · Дженнифер Уэйкфилд · Каролин Уэллетт · Лаура Фортино · Джейна Хеффорд · Джиллиан Эппс                   | США Кейси Беллами · Меган Бозек · Джесси Веттер · Меган Дагган · Брианна Декер · Алекс Карпентер · Аманда Кессел · Кендалл Койн · Жослин Ламурё · Моник Ламурё · Брайанн Маклафлин · Жизель Марвин · Хилари Найт · Мишель Пикар · Жозефин Пукки · Ли Стеклейн · Келли Стэк · Линдси Фрай · Джули Чу · Молли Шаус · Энн Шлепер | Швейцария Янина Альдер · Ливия Альтман · Софи Антаматтен · Лаура Бенц · Сара Бенц · Николь Булло · Нина Вайдахер · Джессика Луц · Джулия Марти · Стефани Марти · Алина Мюллер · Катрин Набхольц · Эвелина Разелли · Фёбе Стенц · Сандра Тальман · Сара Форстер · Ангела Фраучи · Флоренс Шеллинг · Лара Штальдер · Аня Штифель · Роми Эггиман                                                                              |

## Шорт-трек

### Мужчины
| Дисциплина  | Золото                                                                      | Серебро                                                                      | Бронза                                                      |
| 500 метров  | Виктор Ан (RUS)                                                             | У Дацзин (CHN)                                                               | Шарль Курнуайе (CAN)                                        |
| 1000 метров | Виктор Ан (RUS)                                                             | Владимир Григорьев (RUS)                                                     | Шинки Кнегт (NED)                                           |
| 1500 метров | Шарль Амлен (CAN)                                                           | Хань Тяньюй (CHN)                                                            | Виктор Ан (RUS)                                             |
| Эстафета    | Россия · Виктор Ан · Владимир Григорьев · Семён Елистратов · Руслан Захаров | США · Эдуардо Альварес · Джон Сельски · Кристофер Кревелинг · Джордан Мэлоун | Китай · Чэнь Дэцюань · Хань Тяньюй · Ши Цзиннань · У Дацзин |

### Женщины
| Дисциплина  | Золото                                                                           | Серебро                                                                      | Бронза                                                                        |
| 500 метров  | Ли Цзяньжоу (CHN)                                                                | Арианна Фонтана (ITA)                                                        | Пак Сын Хи (KOR)                                                              |
| 1000 метров | Пак Сын Хи (KOR)                                                                 | Фань Кэсинь (CHN)                                                            | Сим Сок Хи (KOR)                                                              |
| 1500 метров | Ян Чжоу (CHN)                                                                    | Сим Сок Хи (KOR)                                                             | Арианна Фонтана (ITA)                                                         |
| Эстафета    | Республика Корея · Сим Сок Хи · Пак Сын Хи · Ким А Ран · Чо Хэ Ри · Кон Сан Джон | Канада · Мари-Эв Дроле · Джессика Хьюитт · Валери Мальте · Марианна Сен-Желе | Италия · Арианна Фонтана · Лючия Перетти · Мартина Вальчепина · Элена Вивьяни |

## Лидеры по медалям
Ниже в таблице представлены спортсмены, выигрывавшие не менее трёх наград. По умолчанию таблица отсортирована по убыванию количества золотых медалей. Для сортировки по другому признаку необходимо нажать рядом с названием столбца. Наибольшее число наград каждого достоинства выделено жирным шрифтом.
| Спортсмен       | Страна           | Дисциплина         | Золото | Серебро | Бронза | Всего |
| --------------- | ---------------- | ------------------ | ------ | ------- | ------ | ----- |
| Виктор Ан       | Россия           | Шорт-трек          | 3      | 0       | 1      | 4     |
| Дарья Домрачева | Беларусь         | Биатлон            | 3      | 0       | 0      | 3     |
| Марит Бьёрген   | Норвегия         | Лыжные гонки       | 3      | 0       | 0      | 3     |
| Ирен Вюст       | Нидерланды       | Конькобежный спорт | 2      | 3       | 0      | 5     |
| Свен Крамер     | Нидерланды       | Конькобежный спорт | 2      | 1       | 0      | 3     |
| Мартен Фуркад   | Франция          | Биатлон            | 2      | 1       | 0      | 3     |
| Пак Сын Хи      | Республика Корея | Шорт-трек          | 2      | 0       | 1      | 3     |
| Шарлотт Калла   | Швеция           | Лыжные гонки       | 1      | 2       | 0      | 3     |
| Тура Бергер     | Норвегия         | Биатлон            | 1      | 1       | 1      | 3     |
| Сим Сок Хи      | Республика Корея | Шорт-трек          | 1      | 1       | 1      | 3     |
| Тириль Экхофф   | Норвегия         | Биатлон            | 1      | 0       | 2      | 3     |
| Ондржей Моравец | Чехия            | Биатлон            | 0      | 2       | 1      | 3     |
| Арианна Фонтана | Италия           | Шорт-трек          | 0      | 1       | 2      | 3     |

### Комментарии
1. ↑  Изначально чемпионом Игр стал экипаж в составе Александра Зубкова и Алексея Воеводы[13]. 24 ноября 2017 года решением Международного олимпийского комитета, за нарушение антидопинговых правил, экипаж был лишён золотой медали и пожизненно отстранен от участия в Олимпийских играх[14]. 1 февраля 2018 г. решением Спортивного арбитражного суда пожизненное отстранение было отменено и заменено на отстранение на одни зимние Олимпийские игры[15]. Летом 2018 года Александр Зубков обжаловал это решение в Мосгорсуде, который в ноябре того же года отказал в признании решения CAS на территории России. Тем самым на территории России Зубков де-юре считается олимпийским чемпионом и может сохранять пожизненную  президентскую стипендию для олимпийских медалистов[16]. В июле 2018 года ФИБТ по просьбе МОК перераспределила медали[17].
2. ↑  Изначально чемпионом Игр стал экипаж в составе Александра Зубкова, Дмитрия Труненкова, Алексея Негодайло и Алексея Воеводы[19]. В ноябре 2017 года решением Международного олимпийского комитета, за нарушение антидопинговых правил, спортсмены были лишены золотой медали и пожизненно отстранены от участия в Олимпийских играх[14][20]. 1 февраля 2018 г. решением Спортивного арбитражного суда пожизненное отстранение было отменено и заменено на отстранение на одни зимние Олимпийские игры[15]. Летом 2018 года Александр Зубков обжаловал это решение в Мосгорсуде, который в ноябре того же года отказал в признании решения CAS на территории России. Тем самым на территории России Зубков де-юре считается олимпийским чемпионом и может сохранять пожизненную  президентскую стипендию для олимпийских медалистов[16]. В ноябре 2018 года ФИБТ по просьбе МОК перераспределила медали[21].